# Letland op de Olympische Winterspelen 1994
Tijdens de Olympische Winterspelen van 1994, die in Lillehammer (Noorwegen) werden gehouden, nam Letland voor de vijfde keer deel.

## Deelnemers en resultaten

### Biatlon
| Olympiër                                                            | Discipline             | Resultaat | Prestatie |
| ------------------------------------------------------------------- | ---------------------- | --------- | --- |
| Aivars Bogdanovs                                                    | 10 km (m)              | 66e       | 33.52,0 (+5.45,0) pen.: 6 (4 + 2)                                                                                           |
| Ilmārs Bricis                                                       | 10 km (m)              | 41e       | 31.36,9 (+3.29,9) pen.: 4 (2 + 2)                                                                                           |
| Oļegs Maļuhins                                                      | 20 km (m)              | 40e       | 1:02.02,1 (+5.36,8) pen.: 4 (2 + 0 + 1 + 1)                                                                                 |
| Gundars Upenieks                                                    | 20 km (m)              | 19e       | 1:00.26,5 (+3.01,2) pen.: 2 (1 + 0 + 0 + 1)                                                                                 |
| Team Oļegs Maļuhins Ilmārs Bricis Aivars Bogdanovs Gundars Upenieks | 4x7,5 km estafette (m) | 16e       | 1:37.40,5 (+7.18,4) pen.: 4 25.36,5 pen.: 3 (2 + 1) 24.05,0 pen.: 1 (1 + 0) 24.06,7 pen.: 0 (0 + 0) 23.52,3 pen.: 0 (0 + 0) |
|                                                                     |                        |           | |
| Ieva Volfa                                                          | 7,5 km (v)             | 28e       | 27.52,6 (+1.43,8) pen.: 3 (1 + 2)                                                                                           |
| Ieva Volfa                                                          | 15 km (v)              | 30e       | 57.03,8 (+4.57,2) pen.: 5 (1 + 2 + 1 + 1)                                                                                   |

### Bobsleeën
| Olympiër                                                    | Discipline               | Resultaat | Prestatie                                       |
| ----------------------------------------------------------- | ------------------------ | --------- | ----------------------------------------------- |
| Zintis Ekmanis Aldis Intlers                                | 2-mansbob (m) Letland I  | 10e       | 3.32,83 (+2,02) (52,75 / 53,42 / 53,20 / 53,46) |
| Sandis Prūsis Adris Plūksna                                 | 2-mansbob (m) Letland II | 16e       | 3.33,58 (+2,77) (53,31 / 53,40 / 53,35 / 53,52) |
| Zintis Ekmanis Boriss Artemjevs Aldis Intlers Didzis Skuška | 4-mansbob (m) Letland I  | 13e       | 3.29,81 (+2,03) (52,49 / 52,27 / 52,55 / 52,50) |
| Sandis Prūsis Juris Tone Otomārs Rihters Adris Plūksna      | 4-mansbob (m) Letland II | 19e       | 3.30,81 (+3,03) (52,67 / 52,66 / 52,69 / 52,79) |

### Kunstrijden
| Olympiër                        | Discipline | Resultaat | Prestatie                               |
| ------------------------------- | ---------- | --------- | --------------------------------------- |
| Andrejs Vlaščenko               | mannen     | 21e       | 30,5 p. (korte kür: 21 - lange kür: 20) |
| Jelena Berezjnaja Oļegs Šļahovs | paarrijden | 8e        | 13,5 p. (korte kür: 9 - lange kür: 9)   |

### Langlaufen
| Olympiër       | Discipline                    | Resultaat | Prestatie                                            |
| -------------- | ----------------------------- | --------- | ---------------------------------------------------- |
| Jānis Hermanis | 10 km klassiek (m)            | 85e       | 30.57,3 (+6.37,2)                                    |
| Jānis Hermanis | 30 km vrije stijl (m)         | 69e       | 1:34.10,5 (+21.44,1)                                 |
| Jānis Hermanis | 50 km klassiek (m)            | 61e       | 2:36.11,1 (+28.50,8)                                 |
| Jānis Hermanis | achtervolging 10 km+15 km (m) | 72e       | +15.08,7 (10 km:30.57 + 15 km:44.20,5)               |
| Ineta Kravale  | 5 km klassiek (v)             | 61e       | 17.21,5 (+3.12,7)                                    |
| Ineta Kravale  | 15 km vrije stijl (v)         | 52e       | 49.37,7 (+9.53,2)                                    |
| Ineta Kravale  | 30 km klassiek (v)            | 48e       | 1:38.41,8 (+13.00,2)                                 |
| Ineta Kravale  | achtervolging 5 km+10 km (v)  | dns       | niet gestart 10 km (5 km:17.21 + 10 km:niet gestart) |

### Rodelen
| Olympiër                     | Discipline | Resultaat | Prestatie                                             |
| ---------------------------- | ---------- | --------- | ----------------------------------------------------- |
| Agris Elerts                 | mannen     | 18e       | 3.25,993 (+4,422) (51,395 / 51,777 / 51,237 / 51,584) |
| Juris Vovčoks                | mannen     | 21e       | 3.26,948 (+5,377) (51,647 / 51,794 / 51,769 / 51,738) |
| Anna Orlova                  | vrouwen    | 9e        | 3.17,487 (+1,970) (49,301 / 49,526 / 49,297 / 49,363) |
| Evija Šulce                  | vrouwen    | 16e       | 3.18,957 (+3,440) (49,795 / 49,819 / 49,625 / 49,718) |
| Iluta Gaile                  | vrouwen    | 17e       | 3.19,049 (+3,532) (49,973 / 49,736 / 49,636 / 49,704) |
| Aivis Švāns Roberts Suharevs | dubbel     | 11e       | 1.37,867 (+1,147) (48,949 / 48,918)                   |
| Juris Vovčoks Dairis Leksis  | dubbel     | 12e       | 1.38,215 (+1,495) (49,014 / 49,201)                   |

### Schaatsen
| Olympiër    | Discipline | Resultaat | Prestatie        |
| ----------- | ---------- | --------- | ---------------- |
| Ilonda Lūse | 3000 m (v) | 25e       | 4.47,75 (+30,32) |

Amerikaanse Maagdeneilanden · Amerikaans-Samoa · Andorra · Argentinië · Armenië · Australië · België · Bermuda · Bosnië en Herzegovina · Brazilië · Bulgarije · Canada · Chili · China · Chinees Taipei · Cyprus · Denemarken · Duitsland · Estland · Fiji · Finland · Frankrijk · Georgië · Griekenland · Groot-Brittannië · Hongarije · IJsland · Israël · Italië · Jamaica · Japan · Kazachstan · Kirgizië · Kroatië · Letland · Liechtenstein · Litouwen · Luxemburg · Mexico · Moldavië · Monaco · Mongolië · Nederland · Nieuw-Zeeland · Noorwegen · Oekraïne · Oezbekistan · Oostenrijk · Polen · Portugal · Puerto Rico · Roemenië · Rusland · San Marino · Senegal · Slovenië · Slowakije · Spanje · Trinidad en Tobago · Tsjechië · Turkije · Verenigde Staten · Wit-Rusland · Zuid-Afrika · Zuid-Korea · Zweden · Zwitserland